# Ivana Trump
Ivana Marie Trump (născută Zelníčková; pronunție în cehă [ˈɪvana ˈmarɪjɛ ˈzɛlɲiːt͡ʃkovaː]; n. 20 februarie 1949 – d. 14 iulie 2022) a fost o personalitate mondenă ceho-americană, fost model de modă, cunoscută pentru cea de-a doua căsătorie a ei cu omul de afaceri Donald Trump.

## Primii ani
Ivana Zelníčková s-a născut în orașul morav Zlín (cunoscut pe atunci sub numele de Gottwaldov), Cehoslovacia, fiind fiica lui Miloš Zelníček și a Mariei Francová. De la o vârstă foarte fragedă, tatăl ei i-a cultivat și încurajat pasiunea pentru schi. Ea a susținut că a fost selectată ca rezervă în echipa olimpică de schi a Cehoslovaciei pentru Jocurile Olimpice din 1972. Cu toate acestea, în 1989, Petr Pomezny, secretarul general al Comitetului Olimpic Cehoslovac, a declarat, "Cine este acestă Ivana și de ce oamenii ne tot întreabă despre ea? Am căutat de multe ori și m-am interesat de la multe, multe persoane, și nu există nici o astfel de fată în evidențele noastre."
La începutul anilor 1970, a obținut o diplomă de master în educație fizică la Universitatea Carolină din Praga.

## Viața personală
În 1971, Ivana s-a căsătorit cu agentul imobiliar Alfred Winklemeier; cu toate acestea, ei au divorțat în 1973. Ea a plecat din Cehoslovacia în Canada pentru a fi cu un prieten din copilărie, George Syrovatka, care era proprietarul unei agenții de schi acolo. În următorii doi ani ea a trăit la Montreal,  unde și-a îmbunătățit practica în limba engleză prin cursuri de seară la Universitatea McGill și a lucrat ca model pentru unele din companiile de blănuri de top din Canada. Ivana l-a părăsit apoi pe Syrovatka și s-a mutat la New York pentru a promova Jocurile Olimpice de la Montreal.
Ea l-a întâlnit la New York pe Donald Trump, fiul renumitului dezvoltator imobiliar Fred Trump. S-a căsătorit cu Donald la 7 aprilie 1977, într-o fastuoasă nuntă mondenă. Donald și Ivana Trump au devenit figuri populare în societatea new york-eză din anii 1980. Ei au lucrat la mai multe proiecte imense, inclusiv construcția Grand Hyatt Hotel, Trump Taj Mahal Casino Resort din Atlantic City, New Jersey, și Turnul Trump de pe Fifth Avenue din Manhattan. Au avut împreună trei copii: Donald John Jr. (născut pe 31 decembrie 1977), Ivanka Marie (născută pe 30 octombrie 1981) și Eric Fredrick (născut pe 6 ianuarie 1984). Ea are opt nepoți.
Ivana a avut un rol major în Trump Organization. Ea a devenit vicepreședinte al companiei, responsabilă cu designul interior. După aceea, soțul ei a numit-o să conducă hotelul și cazinoul Trump Castle în calitate de președinte. Ea a devenit cetățean american naturalizat în 1988, în timp ce era căsătorită cu Donald.
La sfârșitul anilor 1980, Ivana a decis să părăsească Atlantic City, pentru a-și dedica mai mult timp familiei ei. Cu toate acestea, soțul ei i-a cerut să supravegheze restaurarea Plaza Hotel, iar ea a preluat funcția de președinte. A primit titlul de Hotelierul Anului în 1990. Munca ei de la Plaza a fost sfârșitul activității ei în cadrul Trump Organization. Spre sfârșitul acelui an au început să circule zvonuri că soțul ei ar avea o aventură cu o fostă regină a frumuseții din Georgia, Marla Maples. În timp ce familia se afla în vacanță de Crăciun la Aspen, Colorado, ea a întâlnit-o pe Maples pe pârtia de schi; confruntarea lor a fost prezentată în New York Post în ziua următoare. În 1991, ea l-a contactat pe celebrul avocat Neil Papiano și a depus actele pentru divorț, cerând o parte mai mare din averea familiei decât era prevăzută în contractul prenupțial. Soțul ei s-a luptat în instanță, respingând pretențiile ei că ar fi contribuit la succesul Trump Organization.
Acțiunea de divorț a umplut paginile revistelor de scandal. În octombrie 1990 tatăl ei în vârstă de 63 de ani a murit subit în urma unui atac de cord. Trump i-a stat alături la înmormântare. Divorțul lor a fost soluționat în 1992. Deși aranjamentul nu a fost făcut public, se zvonește că Ivana a primit 20 de milioane de dolari; domeniul de 14 milioane de dolari al familiei din Connecticut; o alocație de 5 milioane de dolari pentru locuință; o pensie alimentară anuală de 350.000 de dolari; toate bijuteriile ei; și 49% din domeniul Mar-a-Lago, casa familiei din Palm Beach, Florida, care servește pe post de club privat pentru elita din Palm Beach. La scurtă vreme după divorțul ei de Donald, Ivana s-a căsătorit cu Riccardo Mazzucchelli. Căsătoria s-a destrămat în mai puțin de doi ani, iar ea a cerut 15 milioane $ pentru că Mazzucchelli a încălcat clauza de confidențialitate din contract prenupțial. Procesul a fost soluționat în afara instanței.
În aprilie 2008, Ivana, pe atunci în vârstă de 59 de ani, s-a căsătorit cu Rossano Rubicondi,  ce avea 36 de ani. Nunta de 3 milioane de dolari și cu 400 de invitați a fost găzduită de Donald pe domeniul Mar-a-Lago. Ivanka Trump, fiica ei și a lui Donald și gazda spectacolului Ucenicul, a fost domnișoară de onoare. Pe 1 decembrie 2008, Trump a confirmat agenției Associated Press că ea a depus o cerere pentru un acord de despărțire legală cu trei luni mai înainte.

## Cariera

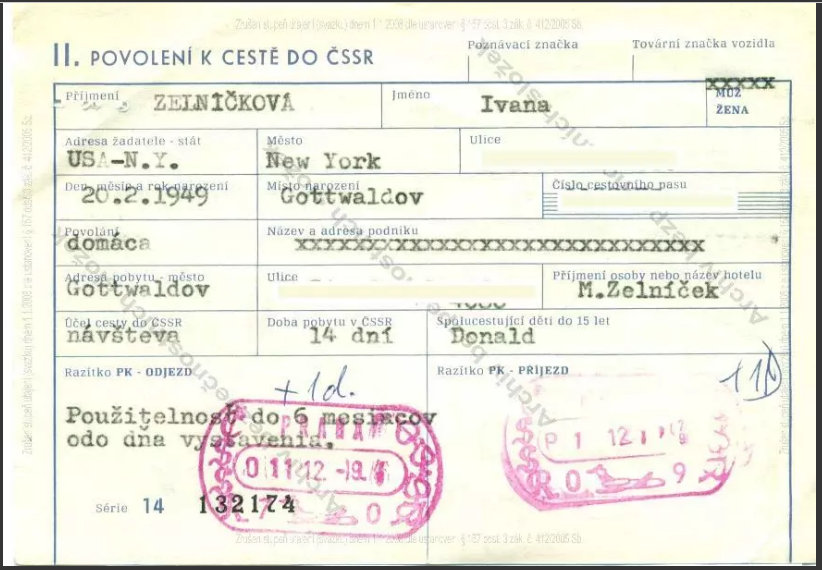
Permisiunea de a călători în Cehoslovacia pentru Ivana Trump în 1979.

Imediat după divorțul ei de Donald Trump, ea a semnat un acord cu William Morris Agency și a dezvoltat linii de îmbrăcăminte, bijuterii și produse de înfrumusețare care au fost vândute cu succes în emisiunile de teleshopping de pe diferite canale de televiziune. De asemenea, ea a scris mai multe cărți bestseller, inclusiv romanele For Love Alone, Lucy Wilkins și Free to Love, precum și cartea de auto-ajutorare The Best is Yet to Come: Coping with Divorce and Enjoying Life Again. În 2001, ea a scris un articol cu sfaturi pentru Divorce Magazine. Ea a avut o apariție cameo în filmul de la Hollywood The First Wives Club, rostind replica memorabila, „Țineți minte, fetelor: nu fiți supărate, luați totul”.
În 2005, ea a fost implicată în mai multe proiecte imobiliare care au eșuat în cele din urmă, precum Ivana Las Vegas sau Bentley Bay din Miami, Florida. Ea a fost gazda emisiunii de reality-dating Ivana Young Man de pe postul de televiziune Oxygen Network în 2006. În 2010, ea a dat în judecată o companie finlandeză de produse de îmbrăcăminte, acuzând-o că a vândut îmbrăcăminte pentru femei ce purta numele ei fără permisiune. În același an, ea a luat parte la emisiunea britanică Celebrity Big Brother, terminând pe locul șapte.

## În cultura populară
În fostele seriale Disney Zack și Cody, ce viață minunată și O viață minunată pe punte, câinele personajului principal London Tipton este numit Ivana.
În adaptarea cinematografică The First Wives Club (1996), Ivana își face o scurtă apariție la sfârșitul galei, moment în care ea le spune doamnelor, „Nu fiți supărate. Luați totul!”.
Jennifer Saunders, creatoarea Absolutely Fabulous, a recunoscut că personajul Patsy Stone (care are părul blond coafat în stilul stup de albină al Ivanei Trump) este inspirat parțial de Ivana Trump.
În filmul de televiziune Trump Unauthorized (2005), regizat de John David Coles, Ivana este interpretată de actrița Katheryn Winnick. Actrița Michaela Watkins o interpretează în filmul parodie al Funny or Die Donald Trump's The Art of the Deal: The Movie.